# Fulbach

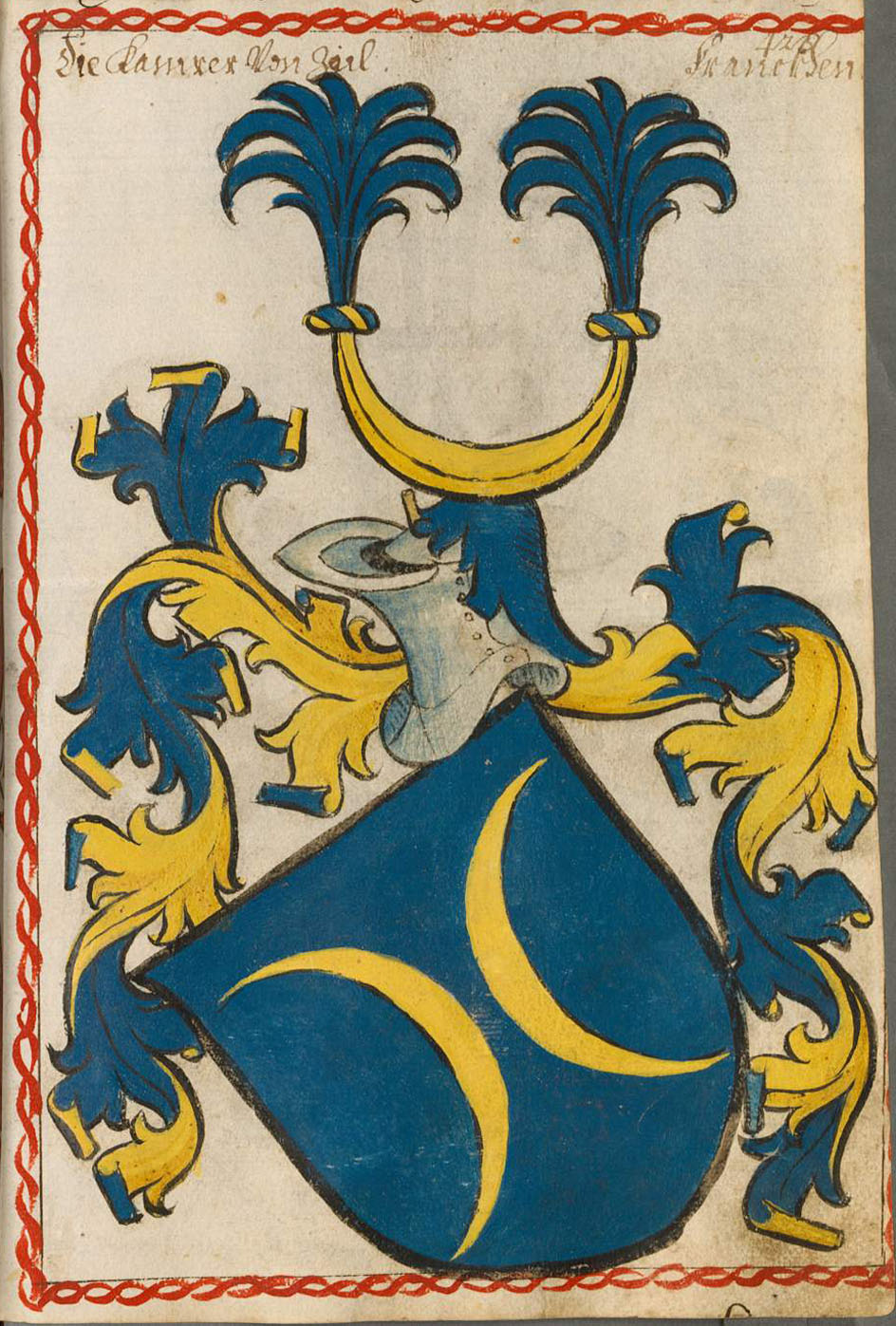
Wappen derer von Fulbach
(Scheibler'sches Wappenbuch)

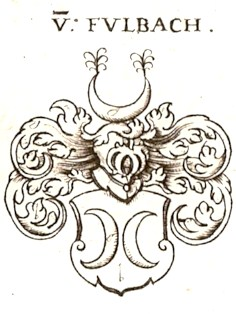
Wappen derer von Fulbach
(Weigel'sches Wappenbuch, 1734)

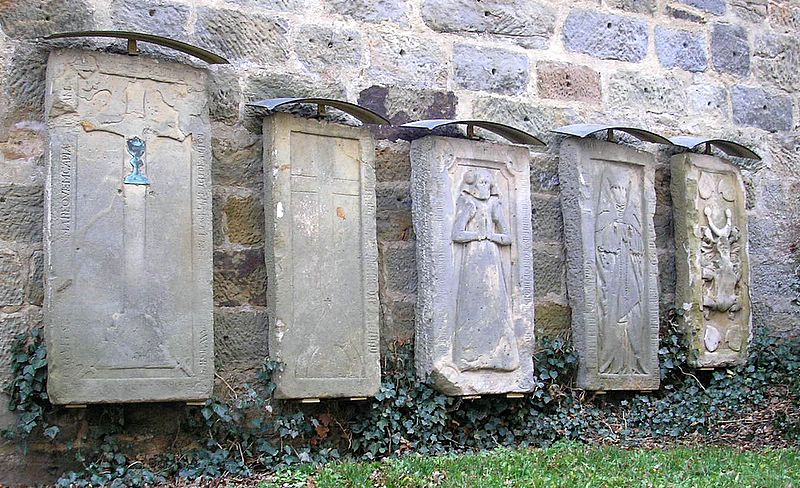
Grabplatten an der ehemaligen Wehrmauer der Pfarrkirche St. Sebastian in Mürsbach

Fulbach, auch Faulbach und Faulach,  war der Name eines fränkischen und hessisch-fuldaischen Adelsgeschlechts.

## Geschichte
Ein Niclas von Fulbach wird 1235 erwähnt, 1285 hatte ein Gottfried v. F. das ganze Dorf Raubach und einen Hof zu Ebra inne, womit vermutlich die Stadt Ebern mit dem heutigen Ortsteil Ruppach gemeint waren.
Im 14. Jahrhundert wurde die Familie mit der Verwaltung der ausgedehnten Güter des Klosters Banz im unteren Itzgrund betraut. Der ältere Name Kamerer von Zeyl, der im Scheiblerschen Wappenbuch genannt wird, weist zum einen auf eine Verbindung zu den Kammerern, v. Cammern, Cämmerer, Lehnsleuten des Hochstifts Würzburg, 1678 erloschen, Nürnberg. (Vgl. Schöler, Histor. Familienwappen in Franken, S. 62, Tafel 37, Siebmacher Band: BayA1 Seite: 32 Tafel: 29) hin, zum anderen auf die Ortschaft Zeil am Main, die zu dieser Zeit im Besitz des Bistums Bamberg war. Dieser Name findet sich auch in den Zeilbergen (von ahd. Zilon = Grenze/Richtung) in unmittelbarer Nähe des Gutes Gleusdorf wieder.
Auf ihrem Lehen nannte sich die Familie nach dem Gewässer Füllbach von Fulbach und residierte auf Schloss Gleusdorf. Dort verstarb 1576 die Witwe des Sebastian von Fulbach. 1582 sind noch Georg und Valentin von Fulbach auf Gleusdorf nachgewiesen. In der Pfarrkirche St. Sebastian in Mürsbach befinden sich die Epitaphien der Familie. In Rannungen weist ein erhaltenes Sandstein-Wappen von 1555 am Keller des ehemaligen Unterwirts auf die Herrschaft der Fulbach hin.
Weil das Kirchengut von einer Schenkung des Klosters Milz an den Stift Fulda aus dem Jahr 800 stammte, zählte die Familie von Fulbach zum Fuldaischen Lehenshof. Als Teil der reichsfreien Ritterschaft gehört sie auch dem fränkischen Ritterkanton Baunach an.

## Wappen
Blasonierung: In Blau zwei abgewendete goldene Halbmonde. Die Helmdecken sind blau-golden. Die Helmzier besteht aus einem steigenden goldenen Halbmond. Auf den Spitzen sind blaue Federbäusche aufgesetzt.

## Namensträger
- Wolf(gang) von Fulbach: Er war während des Bauernkrieges im Jahr 1525 Rottenführer in Ostfranken, im Jahr 1527 Lehensempfänger zu Fulda.[2] Unter dem Kommando von Friedrich von Brandenburg-Ansbach zählt er zu den Verteidigern der Festung Marienberg.[3]

## Literatur

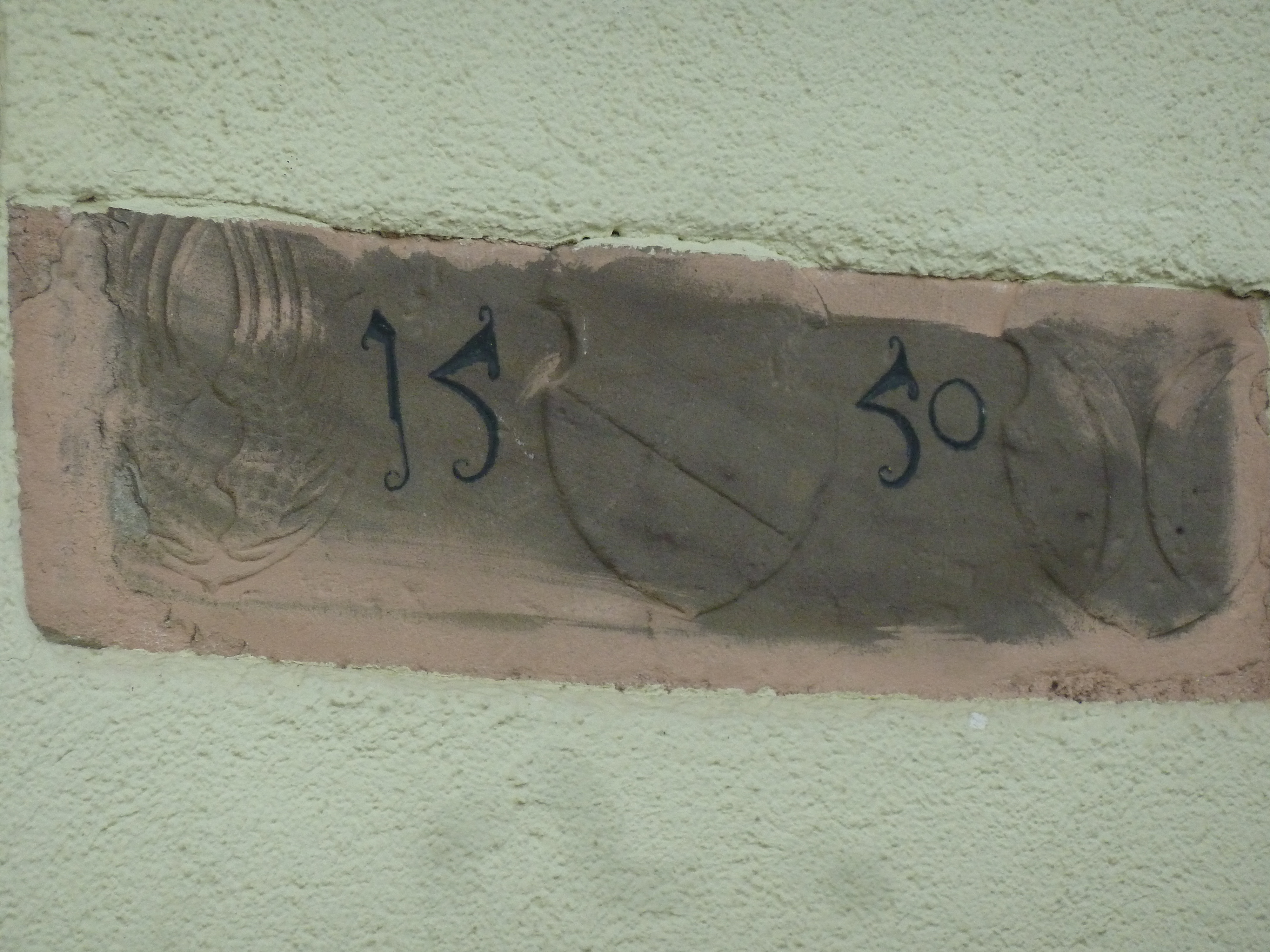
Ganerbenstein in Rannungen, rechts das Fulbach'sche Wappen